# Amédée Fraigneau
Pour les articles homonymes, voir Fraigneau.
Ne doit pas être confondu avec André Fraigneau.
Joseph Amédée Fraigneau est un journaliste et homme de lettres français né le 19 mai 1862 à Saint-Denis dans l'île de La Réunion et mort le 17 mars 1905  dans le 6e arrondissement de Paris.

## Biographie
Très peu d'éléments de la vie d'Amédée Fraigneau sont connus. Né en 1862 à l'île de La Réunion où s'étaient mariés auparavant - le 24 août 1861 - ses parents, Paul Antoine Amédée Fraigneau, agent de change, et Marie-Éléonore Sauger.
Son grand-père, Amédée Fraigneau, colon et capitaine d'artillerie des milices à La Réunion pendant vingt-deux ans est à son décès, survenu en 1881, le dernier survivant des 112 blessés français de la bataille navale de Grand-Port.
On retrouve le jeune Fraigneau normand d'adoption et chroniqueur au quotidien Le Nouvelliste de Rouen. Le 8 octobre 1888, il publie un livre décrivant les bas quartiers de Rouen à la fin du XIXe siècle préfacé par son confrère Georges Dubosc : Rouen bizarre (Schneider frères, rue Jeanne d'Arc à Rouen, 1888, CXI-259 p.).
Amédée Fraigneau s'intéresse également à l'Algérie et collabore à une revue de bibliophiles, L’Algérie artistique et pittoresque, publiée par Jules Gervais-Courtellemont.
Fraigneau lance lui-même le 13 janvier 1892 une revue dont le thème est proche : La Chronique africaine illustrée à laquelle collaborent d'importants écrivains de l'époque tels Jules Lemaître, François Coppée, Pierre Loti, Paul Margueritte et où il écrit lui-même. La revue est bimensuelle en 1892 puis devient hebdomadaire. Elle compte 24 pages et systématiquement des planches hors-textes grâce à l'emploi de la photogravure. Fraigneau écrit de la fiction pour sa revue mais lui fait également prendre position en faveur d'un approfondissement de la colonisation et d'un pouvoir accru pour les populations locales par rapport à la métropole.
Nommé directeur du Crédit foncier algérien à Paris, il fait paraître Au Père-Lachaise, en juillet-décembre 1896, dans Le Monde moderne, tome IV.
Il meurt le 17 mars 1905 à son domicile parisien, no 7 place Saint-Sulpice, à l'âge de 42 ans.